# Ingeni sucrer

Ingeni sucrer en funcionament, Pernambuco (Brasil), dècada de 1950

Es denomina ingeni de sucre o enginy de sucre, o simplement ingeni/enginy (en portuguès engenho, en espanyol ingenio), a una antiga hisenda colonial americana (amb precedents a les illes Canàries i a Gandia) amb instal·lacions per processar canya de sucre per tal d'obtenir sucre, rom, alcohol i altres productes. Té el seu antecedent en el trapig, on l'escala de producció era molt petita i, al seu torn, l'enginy va ser substituït per les grans centrals sucreres modernes que es van desenvolupar al segle xx. Encara que la canya de sucre no és un cultiu autòcton americà, i va ser introduït a Amèrica per Colom al segon viatge, seguit pels portuguesos i altres europeus, es va adaptar ràpidament a les terres intertropicals americanes, fins al punt que els majors productors mundials de sucre es troben en aquest continent (especialment al Brasil).

## L'Ingenio Bolívar

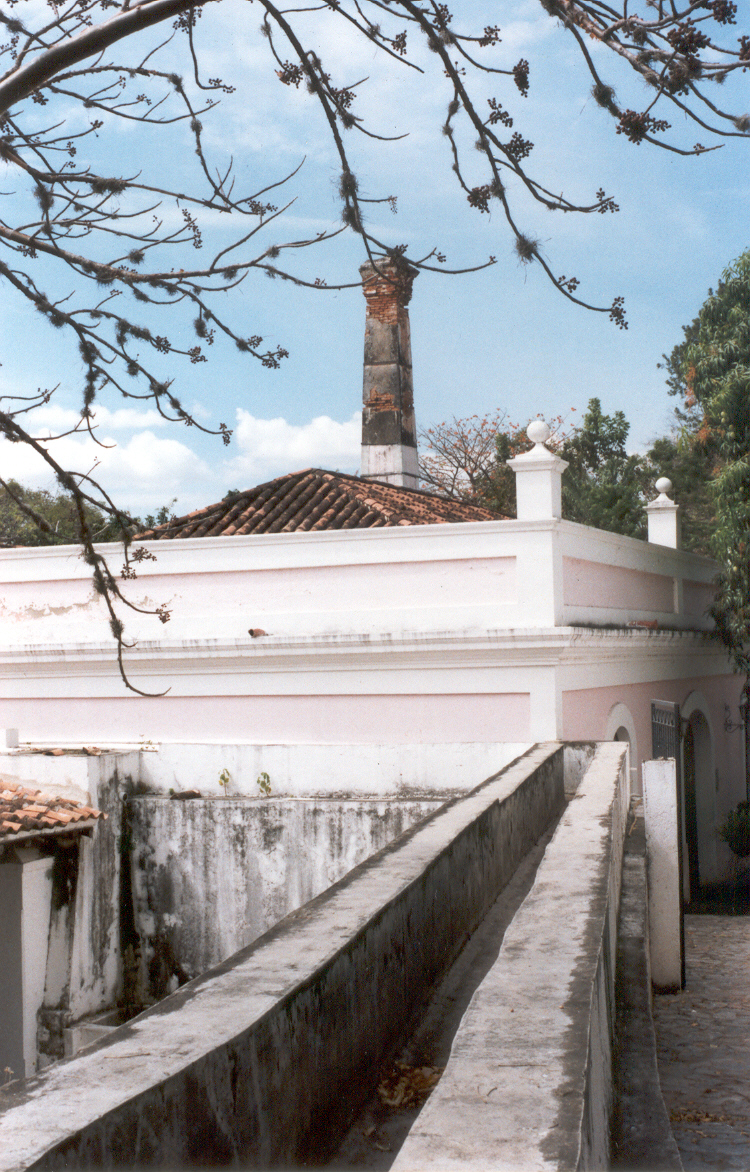
Canal d'adducció per al molí d'aigua

L'Ingenio Bolívar es troba en una antiga hisenda de la família de Simón Bolívar, situada a San Mateo, a l'estat d'Aragua (Veneçuela), i és un magnífic exemple d'aquest tipus d'institució o empresa agroindustrial, que es va iniciar durant l'època colonial iberoamericana. Consta d'un canal d'adducció, una roda hidràulica, un forn (amb la xemeneia visible a la imatge de la dreta) –que era alimentat amb la remolta de la canya com a combustible– i les calderes, les basses i els alambins que s'usaven per produir pa de sucre, sucre o rom. Actualment, és la seu del Museu de la Canya de Sucre (dins el mateix ingenio) i d'un museu militar instal·lat a la casa de dalt.